# Paul Clarkin
Paul Clarkin (* 1953; † 2004 in Bristol), international als „Mr. Polo“ bekannt, war ein neuseeländischer Polospieler.
Paul Clarkin mit Chele Clarkin verheiratet, mit der er drei Kinder hatte: John-Paul Clarkin (Polospieler), Matthew Clarkin (Rugby Union Spieler, spielt derzeit in der höchsten französischen Liga Top 14 bei Union Bordeaux Bègles) und Emma (die Jura studierte, bevor sie mit 19 bei einem Autounfall starb).
Im Jahr 2004 starb Clarkin infolge eines Sturzes während eines Polospiels in Cirencester, England.